# Mini John Cooper Works S2000
La Mini John Cooper Works S2000 è una autovettura da competizione, basata sulla Mini Countryman, specificatamente progettata per partecipare alle competizioni di rally riservate alle vetture Super 2000, quali l'Intercontinental Rally Challenge (IRC), il Super 2000 World Rally Championship (SWRC), il Campionato del mondo rally vetture di produzione (PWRC) o il Campionato europeo rally.

## Descrizione
La Mini JCW S2000 è stata costruita, come la sua omologa versione World Rally Car, partendo dal telaio della Mini Countryman e, sebbene condividano alcune componenti, hanno diverse configurazioni. La versione S2000 ha un'ala posteriore più piccola e meno componenti aerodinamiche; inoltre il motore da 1,6 litri turbo ha una maggiore restrizione della flangia a differenza della versione WRC.
È stato presentato al salone di Ginevra 2011 e ha fatto il suo debutto al Rally di Portogallo del 2011, con alla guida i piloti Daniel Oliveira e Armindo Araújo.
La prima vittoria è arrivata al Campionato italiano rally di terra nel 2011, con alla guida l'italiano Andrea Navarra.
Nel 2012 il pilota Dani Sordo alla guida di una S2000 ha partecipato al Rally di Corsica, ottenendo la prima vittoria per la vettura in una competizione internazionale Super 2000.

## Vittorie nei rally

### IRC
| N° | Anno | Rally             | Pilota     | Navigatore        |
| -- | ---- | ----------------- | ---------- | ----------------- |
| 1  | 2012 | 55° Tour de Corse | Dani Sordo | Carlos del Barrio |

### ERC
| N° | Anno | Rally                      | Pilota          | Navigatore |
| -- | ---- | -------------------------- | --------------- | ---------- |
| 1  | 2014 | 44° Barum Czech Rally Zlín | Václav Pech Jr. | Petr Uhel  |